# When Lilacs Last in the Dooryard Bloom'd
When Lilacs Last in the Dooryard Bloom'd é um poema longo escrito pelo poeta americano Walt Whitman (1819–1892) como uma elegia ao presidente Abraham Lincoln. Foi composto em 1865, durante um período de profundo luto nacional após o assassinato do presidente em 15 de abril daquele ano.
O poema, escrito em verso livre ao longo de 206 linhas, utiliza diversas técnicas literárias características da elegia pastoral. Embora seja uma homenagem ao presidente falecido, Whitman não menciona Lincoln pelo nome nem aborda as circunstâncias de sua morte diretamente. Em vez disso, ele emprega uma série de imagens rurais e naturais, como os símbolos dos lilases, uma estrela cadente no céu ocidental (Vênus), e o tordo-eremita, seguindo a progressão tradicional da elegia pastoral, que transita do luto para a aceitação e o entendimento da morte. O poema também reflete sobre a tragédia da guerra por meio de imagens que fazem alusão vaga à Guerra de Secessão (1861–1865), encerrada poucos dias antes do assassinato.
Escrito dez anos após a publicação da primeira edição de Leaves of Grass (1855), When Lilacs Last in the Dooryard Bloom'd reflete uma maturação da visão poética de Whitman, que evolui de um drama de identidade e exuberância romântica para uma perspectiva temperada por sua experiência emocional com a Guerra de Secessão. Whitman incluiu o poema em uma continuação rapidamente elaborada de uma coletânea de poemas sobre a guerra, que estava sendo impressa no momento da morte de Lincoln. Esses poemas, reunidos sob os títulos Drum-Taps e Sequel to Drum-Taps, variam em contexto emocional, indo "da excitação ao lamento, da observação distante ao envolvimento, da crença à resignação", sendo "mais preocupados com a história do que com o eu, mais conscientes da precariedade do presente e do futuro da América do que de sua promessa expansiva". Publicado pela primeira vez no outono de 1865, When Lilacs Last in the Dooryard Bloom'd — junto com outros 42 poemas de Drum-Taps e Sequel to Drum-Taps — foi incorporado a Leaves of Grass a partir da quarta edição, lançada em 1867.
O poema é um dos vários que Whitman escreveu sobre a morte de Lincoln. Embora o próprio Whitman não o considerasse entre suas melhores obras, ele tem sido comparado, em impacto e qualidade, a obras consagradas da literatura inglesa, como The Waste Land, de T.S. Eliot.

## História da escrita e contexto

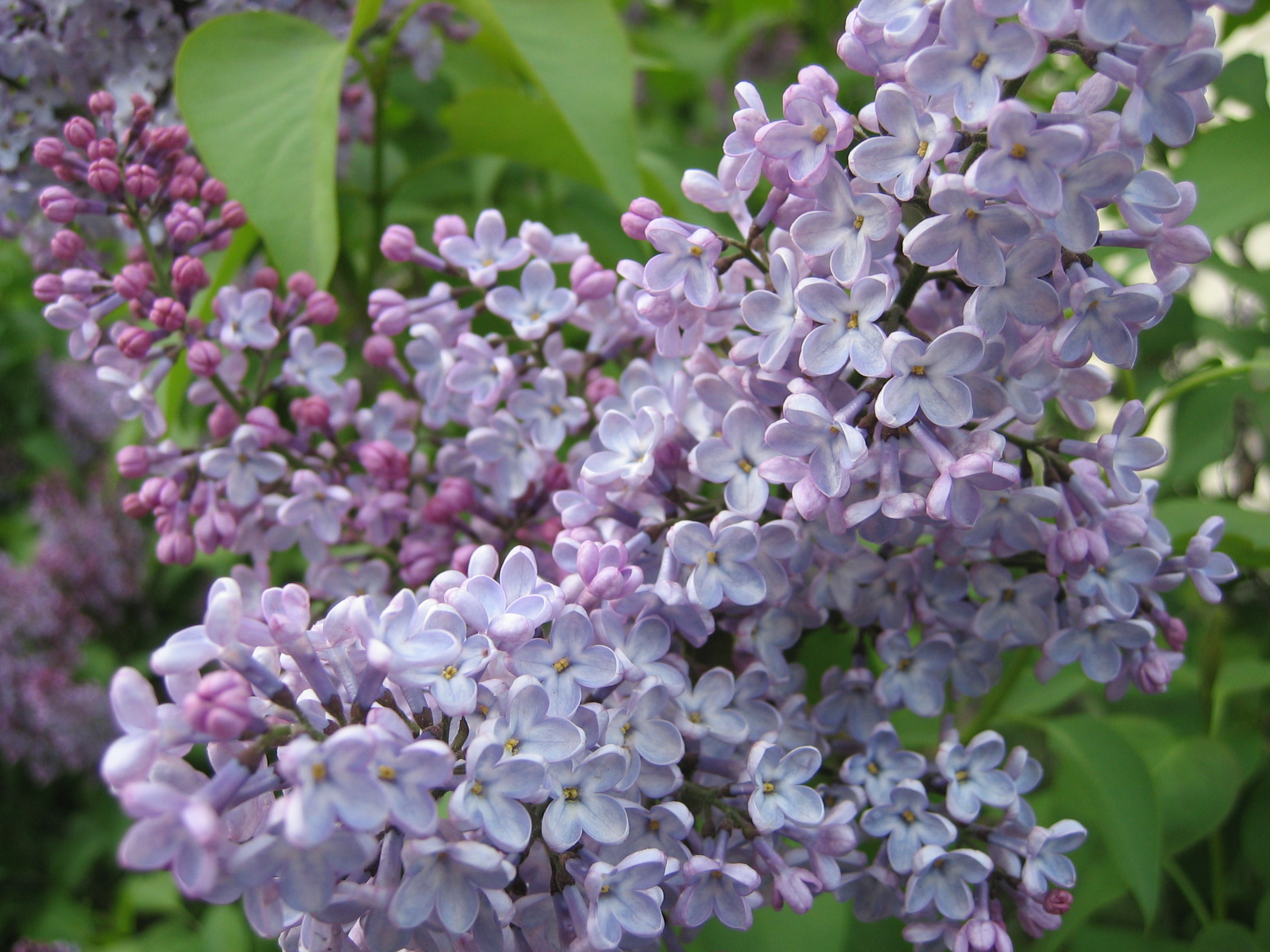
Lilás comum (Syringa vulgaris)

No final da década de 1850 e início da de 1860, Whitman consolidou sua reputação como poeta com o lançamento de Leaves of Grass. Ele pretendia criar uma poesia épica distintamente americana e desenvolveu um estilo de verso livre inspirado nas cadências da Bíblia do Rei Jaime. O pequeno volume, publicado inicialmente em 1855, foi considerado controverso por alguns, com críticos acusando os versos de Whitman de serem "obscenos". No entanto, recebeu elogios do ensaísta, palestrante e poeta transcendentalista americano Ralph Waldo Emerson, o que ajudou a despertar significativo interesse em sua obra.
No início da Guerra de Secessão, Whitman mudou-se de Nova York para Washington, D.C., onde trabalhou em uma série de cargos governamentais, primeiro no Escritório do Pagador do Exército e depois no Gabinete de Assuntos Indígenas. Ele atuou como voluntário em hospitais militares como um "missionário hospitalar". Suas experiências durante a guerra moldaram sua poesia, que amadureceu em reflexões sobre morte e juventude, a brutalidade da guerra, o patriotismo, oferecendo imagens marcantes e vinhetas do conflito. Seu irmão, George Washington Whitman, foi capturado como prisioneiro em Virgínia em 30 de setembro de 1864 e mantido por cinco meses na Prisão de Libby, um campo confederado de prisioneiros perto de Richmond, Virgínia. Em 24 de fevereiro de 1865, George recebeu uma licença para retornar ao lar devido à sua saúde debilitada, e Walt Whitman viajou até a casa de sua mãe em Nova York para visitá-lo. Durante essa visita a Brooklyn, Whitman fechou um contrato para a publicação de sua coletânea de poemas da Guerra Civil, Drum-Taps.
A Guerra Civil havia terminado, e poucos dias depois, em 14 de abril de 1865, o presidente Abraham Lincoln foi baleado por John Wilkes Booth enquanto assistia a uma peça no Teatro Ford. Lincoln faleceu na manhã seguinte. Whitman estava na casa de sua mãe quando soube da morte do presidente; em seu luto, ele saiu para o quintal, onde os lilases estavam florescendo. Anos depois, Whitman relembrou o clima e as condições do dia da morte de Lincoln em Specimen Days, onde escreveu:
Eu me lembro de onde estava na época, com a estação já avançada, havia muitos lilases em plena floração. Por um daqueles caprichos que tingem os eventos sem fazer parte deles, sempre me vejo recordando a grande tragédia daquele dia ao ver e sentir o aroma dessas flores. Isso nunca falha.Original (em inglês): I remember where I was stopping at the time, the season being advanced, there were many lilacs in full bloom. By one of those caprices that enter and give tinge to events without being at all a part of them, I find myself always reminded of great tragedy of that day by the sight and odor of these blossoms. It never fails.— Whitman  (em inglês)
Lincoln foi o primeiro presidente americano a ser assassinado, e sua morte deixou um impacto emocional duradouro nos Estados Unidos. Nas três semanas seguintes, milhões de americanos participaram de um pageant público nacional de luto, que incluiu um funeral de Estado, e a jornada de 2 700 km do cortejo funerário de Washington, passando por Nova York, até Springfield, Illinois.
O funeral público de Lincoln em Washington ocorreu em 19 de abril de 1865. O biógrafo de Whitman, Jerome Loving, acredita que Whitman não participou das cerimônias públicas em Washington, pois só deixou Brooklyn rumo à capital em 21 de abril. Da mesma forma, ele não poderia ter estado presente nas cerimônias em Nova York após a chegada do trem funerário, realizadas em 24 de abril. Loving sugere, portanto, que as descrições de Whitman sobre a procissão fúnebre, os eventos públicos e a longa viagem do trem podem ter sido "baseadas em informações de segunda mão". Ele admite, contudo, que Whitman, em sua viagem de Nova York a Washington, pode ter cruzado com o trem funerário de Lincoln em seu trajeto para Nova York — possivelmente em Harrisburg, Pensilvânia.
Whitman talvez tenha recordado a imagem dos lilases de sua primeira casa, hoje o Sítio Histórico Estadual do Local de Nascimento de Walt Whitman, que ainda exibe lilases florescendo no quintal da fazenda.

## História da publicação

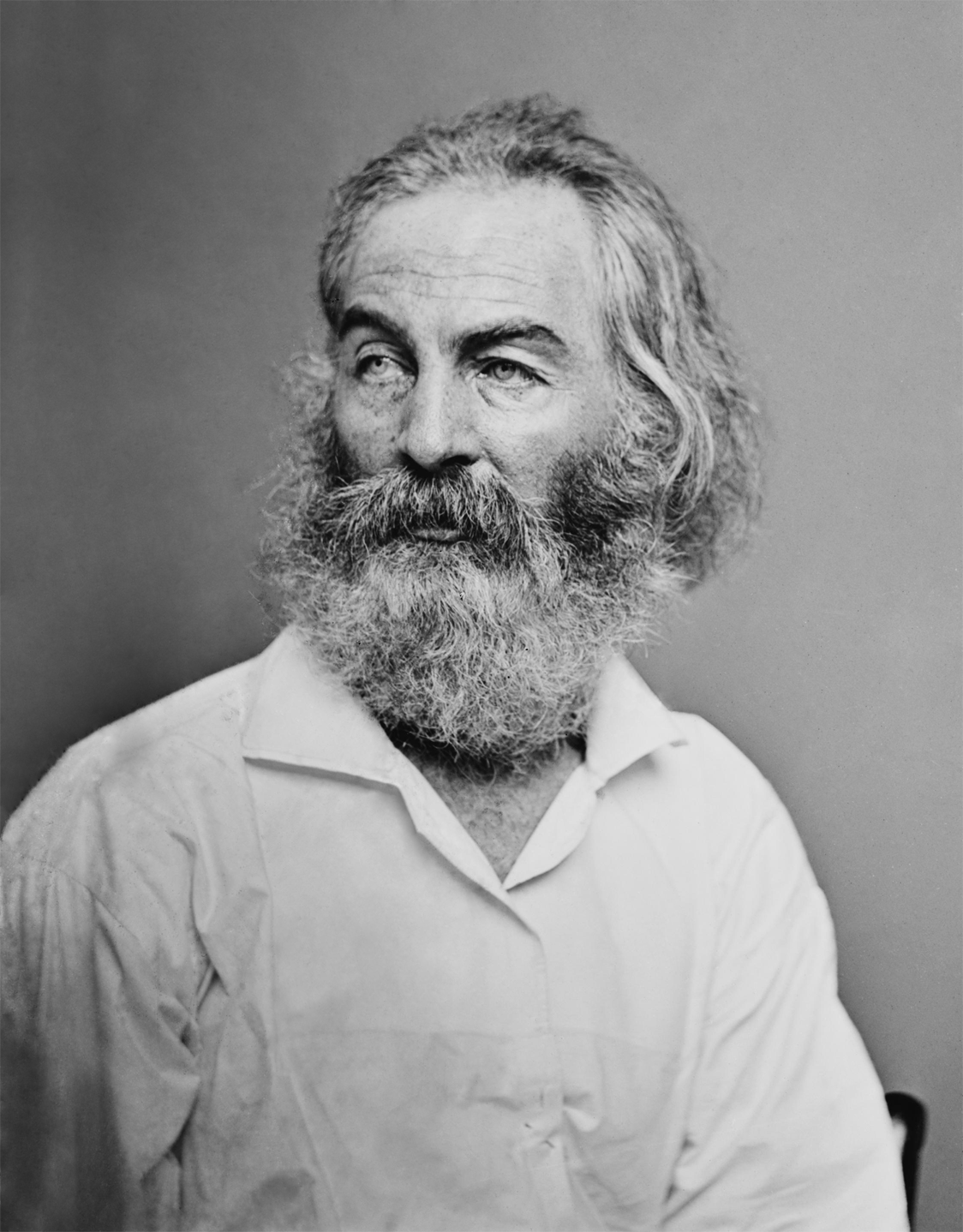
Walt Whitman, fotografado por Mathew Brady (1823–1896)

Em 1º de abril de 1865, Whitman assinou um contrato com o impressor de Brooklyn, Peter Eckler, para publicar Drum-Taps, uma coletânea de 72 páginas com 43 poemas que abordavam as experiências emocionais da Guerra Civil. Drum-Taps estava em processo de impressão quando ocorreu o assassinato de Lincoln, duas semanas depois. Ao saber da morte do presidente, Whitman adiou a impressão para incluir um poema escrito rapidamente, "Hush'd Be the Camps To-Day", na coletânea. O subtítulo do poema indica que foi escrito em 19 de abril de 1865 — quatro dias após a morte de Lincoln. Insatisfeito com o poema, Whitman decidiu compor uma elegia mais apropriada para lamentar a morte de Lincoln.
Ao retornar a Washington, Whitman contratou os Gibson Brothers para publicar um folheto com dezoito poemas, incluindo duas obras que abordavam diretamente o assassinato — When Lilacs Last in the Dooryard Bloom'd e "O Captain! My Captain!". Ele pretendia incluir o folheto junto às cópias de Drum-Taps. A coletânea de 24 páginas foi intitulada Sequel to Drum-Taps e trazia o subtítulo When Lilacs Last in the Door-Yard Bloom'd and other poems. O poema homônimo ocupava as primeiras nove páginas. Em outubro, após a impressão do folheto, ele voltou a Brooklyn para integrá-los a Drum-Taps.
Whitman adicionou os poemas de Drum-Taps e Sequel to Drum-Taps como suplemento à quarta edição de Leaves of Grass, impressa em 1867 por William E. Chapin. Whitman revisou Leaves of Grass ao longo de sua vida, com cada nova edição incluindo obras recentes, poemas anteriormente publicados muitas vezes revisados e uma reordenação da sequência dos poemas. A primeira edição (1855) era um pequeno folheto com doze poemas. Ao morrer, quatro décadas depois, a coletânea continha cerca de 400 poemas. Na quarta edição (1867) — na qual When Lilacs Last in the Dooryard Bloom'd foi incluído pela primeira vez — Leaves of Grass havia se expandido para uma coleção de 236 poemas. O professor de literatura da Universidade de Nebraska, Kenneth Price, e o professor de inglês da Universidade de Iowa, Ed Folsom, descrevem a edição de 1867 como "a mais descuidadamente impressa e caótica de todas as edições", citando erratas e conflitos com os tipógrafos. Price e Folsom observam que o livro teve cinco formatos diferentes — alguns incluindo os poemas de Drum-Taps, outros não.
When Lilacs Last in the Dooryard Bloom'd e seus outros três Poemas sobre Lincoln — "O Captain! My Captain!", "Hush'd be the Camps To-day" e "This Dust Was Once the Man" (1871) — foram incluídos em edições subsequentes de Leaves of Grass, embora nas edições de 1871 e 1881 tenham sido separados de Drum-Taps. Na edição de 1871, os quatro poemas de Whitman sobre Lincoln foram listados como um grupo intitulado "Hino ao Enterro do Presidente Lincoln". Na edição de 1881, esse grupo foi renomeado "Memories of President Lincoln". A coletânea não sofreu revisões substanciais após essa edição, embora edições posteriores incluíssem novos poemas. Leaves of Grass nunca saiu de impressão desde sua primeira publicação em 1855, e When Lilacs Last in the Dooryard Bloom'd está entre os vários poemas da coleção que frequentemente aparecem em antologias de poesia.

## Análise e interpretação

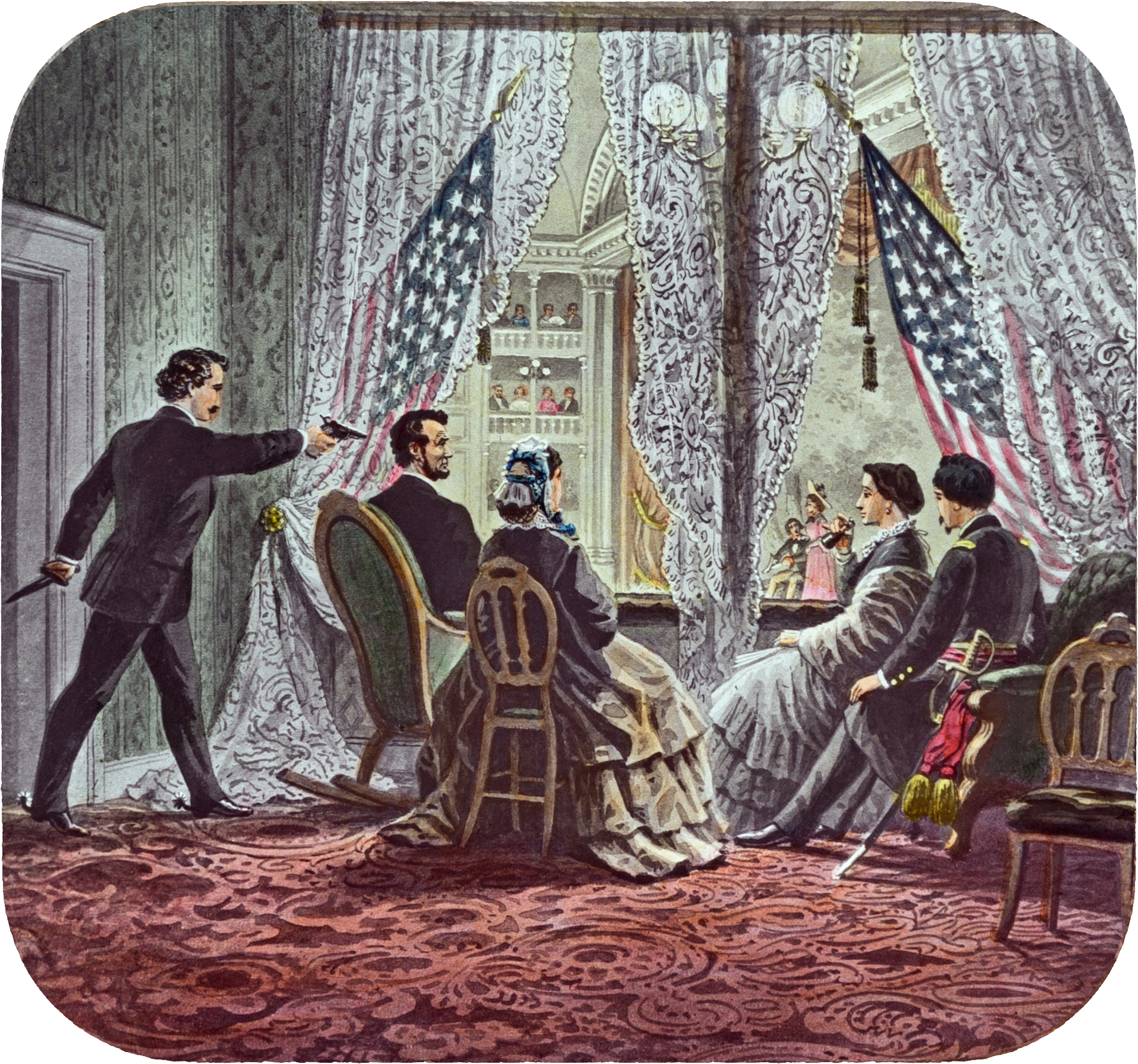
Mostrados no camarote presidencial do Teatro Ford, da esquerda para a direita, estão o assassino John Wilkes Booth, Abraham Lincoln, Mary Todd Lincoln, Clara Harris e Henry Rathbone

### Estrutura
When Lilacs Last in the Dooryard Bloom'd é um monólogo em primeira pessoa escrito em verso livre. É um poema longo, com 206 linhas (207 segundo algumas fontes), destacado como um exemplo proeminente da forma de elegia e da poesia narrativa. Em sua forma final, publicada em 1881 e republicada até hoje, o poema é dividido em dezesseis seções chamadas cantos ou estrofes, que variam de 5 ou 6 linhas a até 53 linhas. O poema não possui um padrão métrico consistente, e o comprimento de cada linha varia de sete a até vinte sílabas. A estudiosa literária Kathy Rugoff afirma que "o poema [...] tem um amplo escopo e incorpora um orador fortemente caracterizado, uma ação narrativa complexa e uma variedade de imagens altamente líricas".
A primeira versão de When Lilacs Last in the Dooryard Bloom'd, publicada em 1865, foi organizada em 21 estrofes. Foi incluída com essa estrutura na quarta edição de Leaves of Grass, publicada em 1867. Em 1871, Whitman combinou as estrofes numeradas 19 e 20 em uma só, totalizando 20 estrofes. No entanto, para a sétima edição (1881) de Leaves of Grass, as últimas sete estrofes do texto original foram condensadas nas três estrofes finais do poema de 16 estrofes conhecido hoje. Na edição de 1881, as estrofes originais 14, 15 e 16 foram combinadas na estrofe revisada 14; as estrofes 17 e 18 formaram a estrofe revisada 15; e o material das estrofes 19, 20 e 21 de 1865 foi reunido na estrofe 16, a final. Segundo a crítica literária e professora de Harvard, Helen Vendler, o poema "atinge seu momento mais longo e lírico no canto 14, alcança seu clímax moral no canto 15 e termina com um coda de 'recuperações da noite' no canto 16".

### Narrativa
Embora When Lilacs Last in the Dooryard Bloom'd seja uma elegia ao presidente falecido, não menciona seu nome ou as circunstâncias de sua morte; a comparação traçada pela elegia equipara a vida concluída de Lincoln à beleza transitória e efêmera das flores em plena floração. Isso não é atípico; o biógrafo de Whitman, Jerome Loving, afirma que "tradicionalmente, elegias não mencionam o nome do falecido para permitir que o lamento tenha aplicação universal". Segundo Rugoff, a narrativa é conduzida por um orador não identificado, que acrescenta:
O orador expressa sua tristeza pela morte de "aquele que amo" e revela sua crescente consciência do significado da morte e a consolação que, paradoxalmente, encontra na própria morte. A ação narrativa retrata a jornada do caixão de Lincoln sem mencionar o presidente pelo nome e apresenta visões dos "soldados mortos da guerra" sem se referir diretamente à Guerra Civil ou suas causas. Assume-se que tais identificações sejam supérfluas, até mesmo indelicadas; nenhum americano deixaria de entender a que guerra se refere. Finalmente, no "canto do pássaro", o orador relata a canção em que a morte é invocada, personificada e celebrada.Original (em inglês): The speaker expresses his sorrow over the death of 'him I love' and reveals his growing consciousness of his own sense of the meaning of death and the consolation he paradoxically finds in death itself. The narrative action depicts the journey of Lincoln's coffin without mentioning the president by name and portrays visions of 'the slain soldiers of war' without mentioning either the Civil War or its causes. The identifications are assumed to be superfluous, even tactless; no American could fail to understand what war was meant. Finally, in the 'carol of the bird,' the speaker recounts the song in which death is invoked, personified and celebrated.— Rugoff  (em inglês)
De acordo com Vendler, o primeiro ato do orador é quebrar um ramo do arbusto de lilases (linha 17) que ele subsequentemente coloca sobre o caixão de Lincoln durante a procissão fúnebre (linhas 44–45):
Here, coffin that slowly passes,

I give you my sprig of lilac.

### Estilo e técnicas

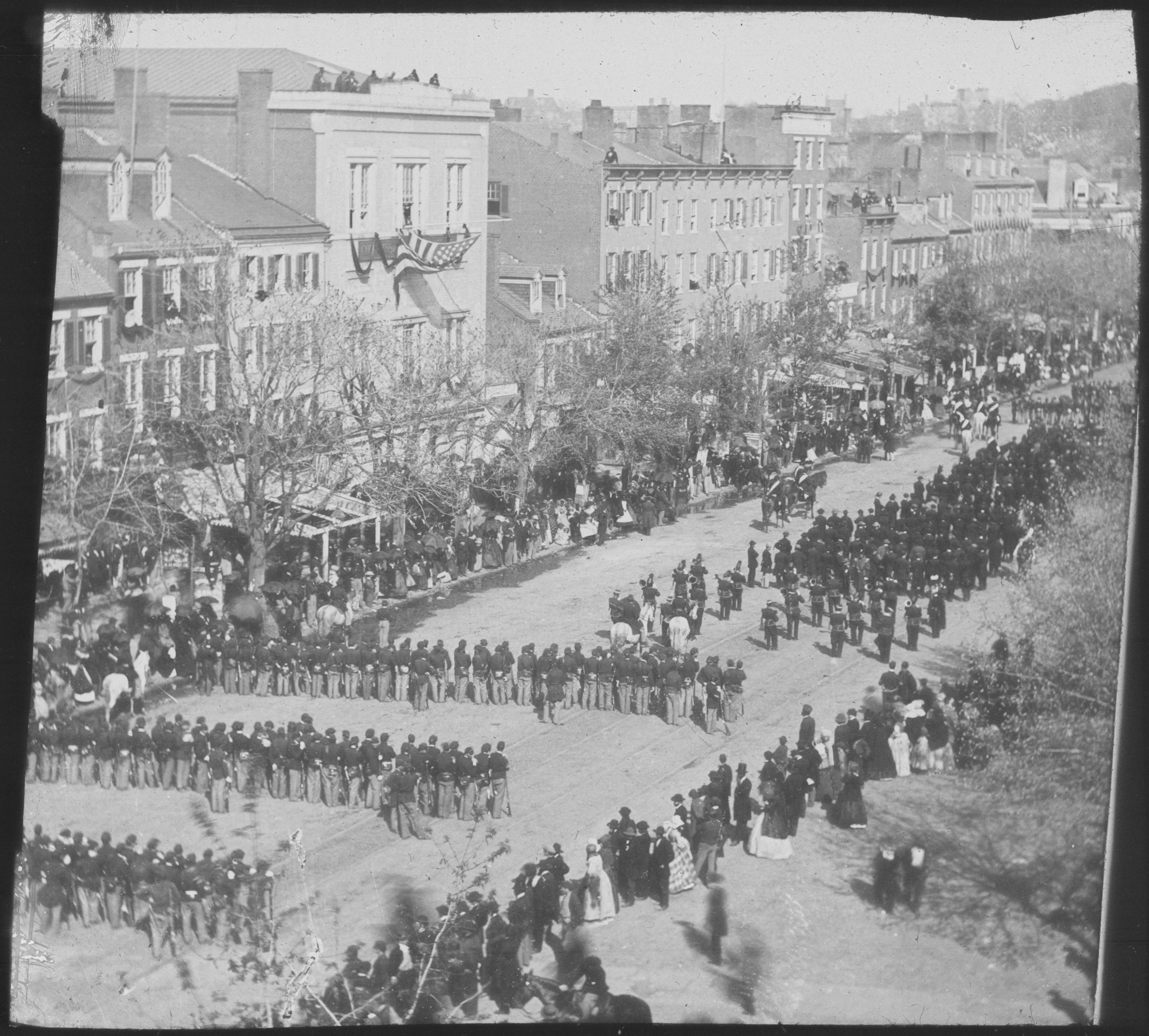
Procissão fúnebre de Lincoln na Avenida Pensilvânia em 19 de abril de 1865

Os biógrafos de Whitman explicam que seus versos são influenciados pela estética, musicalidade e cadências de frases e passagens da Bíblia do Rei Jaime. Whitman utiliza várias técnicas de paralelismo — um recurso comum na poesia bíblica. Embora não use rima externa, ele emprega rima interna em passagens ao longo do poema. Apesar de seu verso livre não seguir um padrão consistente de métrica ou rima, o uso disciplinado de outras técnicas e padrões poéticos cria uma sensação de estrutura. Sua poesia alcança uma estrutura coesa e beleza por meio dos padrões internos de som, dicção, escolha específica de palavras e efeito de associação.
O poema emprega muitas das técnicas literárias associadas à elegia pastoral, um gênero lírico meditativo derivado da tradição poética da Grécia e Roma antigas. O estudioso literário Harold Bloom escreve que "elegias frequentemente foram usadas para propósitos políticos, como um meio de curar a nação". Uma elegia pastoral utiliza imagens rurais para expressar o luto do poeta — uma "resposta poética à morte" que busca "transmutar o fato da morte em uma forma imaginativamente aceitável, reafirmar o que a morte colocou em questão — a integridade da imagem pastoral de contentamento". Uma elegia também tenta "preservar o significado da vida de um indivíduo como algo de valor positivo quando essa vida cessou". Uma elegia pastoral típica contém várias características, incluindo "uma procissão de enlutados, a decoração de um carro fúnebre ou túmulo, uma lista de flores, a mudança das estações e a associação da pessoa morta com uma estrela ou outro objeto natural permanente". Isso inclui uma discussão sobre a morte, expressões de luto, tristeza, raiva e consolo, e a aceitação simultânea do poeta da inevitabilidade da morte e a esperança de imortalidade.
De acordo com o estudioso literário James Perrin Warren,station|As longas linhas musicais de Whitman dependem de três técnicas importantes — paralelismo sintático, repetição e catalogação. A repetição é um recurso usado por um orador ou poeta para dar ênfase persuasiva ao sentimento e "criar um ritmo impulsionador pela recorrência do mesmo som, podendo também intensificar a emoção do poema". É descrita como uma forma de paralelismo que se assemelha a uma ladainha. Para alcançar essas técnicas, Whitman utiliza muitos dispositivos literários e retóricos comuns à poesia clássica e à elegia pastoral para estruturar sua resposta emocional. Segundo Warren, Whitman "usa anáfora, a repetição de uma palavra ou frase no início das linhas; epístrofe, a repetição das mesmas palavras ou frase no final das linhas; e símploce (o uso combinado de anáfora e epístrofe), a repetição de palavras iniciais e finais".
De acordo com Raja Sharma, o uso de anáfora por Whitman força o leitor "a absorver vários trechos de texto sem pausas para respirar, e essa falta de fôlego contribui para a qualidade incantatória". Esse senso de encantamento no poema e a estrutura para o lirismo expansivo que os estudiosos chamaram de "catalogação". A poesia de Whitman apresenta muitos exemplos de catalogação, onde ele emprega paralelismo e repetição para construir ritmo. A estudiosa Betty Erkkila chama a catalogação de Whitman de "figura abrangente de Leaves of Grass", e escreveu:
Seus catálogos funcionam por justaposição, associação de imagens e por metonímia para sugerir a inter-relação e identidade de todas as coisas. Ao basear seu verso em uma única linha com ponto final, ao mesmo tempo que funde essa linha — por meio de vários dispositivos de ligação — com a estrutura maior do todo, Whitman tece um padrão geral de unidade na diversidade.Original (em inglês): His catalogues work by juxtaposition, image association, and by metonymy to suggest the interrelationship and identity of all things. By basing his verse in the single, end-stopped line at the same time that he fuses this line—through various linking devices—with the larger structure of the whole, Whitman weaves an overall pattern of unity in diversity.— Erkkila  (em inglês)
De acordo com Daniel Hoffman, Whitman "é um poeta cujo marco é a anáfora". Hoffman descreve o uso do verso anafórico como "uma poesia de começos" e afirma que o uso de Whitman dessa repetição e similaridade no início de cada linha é "tão necessário como a norma contra a qual todas as variações e desvios são medidos [...] o que se segue é variado, os paralelos e as palavras, frases e cláusulas subsequentes conferindo ao verso sua delicadeza, seu charme, seu poder". Além disso, o dispositivo permite a Whitman "variar o ritmo ou o sentimento, construir clímax ou suavizar em insinuações". O estudioso Stanley Coffman analisou a técnica de catalogação de Whitman através da aplicação do comentário de Ralph Waldo Emerson de que tais listas sugerem a metamorfose de "uma mente imaginativa e excitada". Segundo Coffman, Emerson acrescenta que, como "o universo é a externalização da alma, e seus objetos são símbolos, manifestações da única realidade por trás deles, as palavras que nomeiam objetos também carregam todo o sentido da natureza e devem ser entendidas como símbolos. Assim, uma lista de palavras (objetos) será eficaz em dar à mente, sob certas condições, uma percepção elevada não apenas da realidade, mas da variedade e abundância de suas manifestações".

## Temas e simbolismo

### Uma trindade de símbolos: "Lilac and star and bird twined"
O poema de Whitman apresenta três motivos ou imagens proeminentes, referidos como uma "trindade" de símbolos, que o biógrafo David S. Reynolds descreve como autobiográficos:
1. os lilases representam o amor perene do poeta por Lincoln;
2. a estrela cadente (Vênus) é Lincoln; e
3. o tordo-eremita representa a morte, ou seu canto.

#### "Lilac blooming perennial"

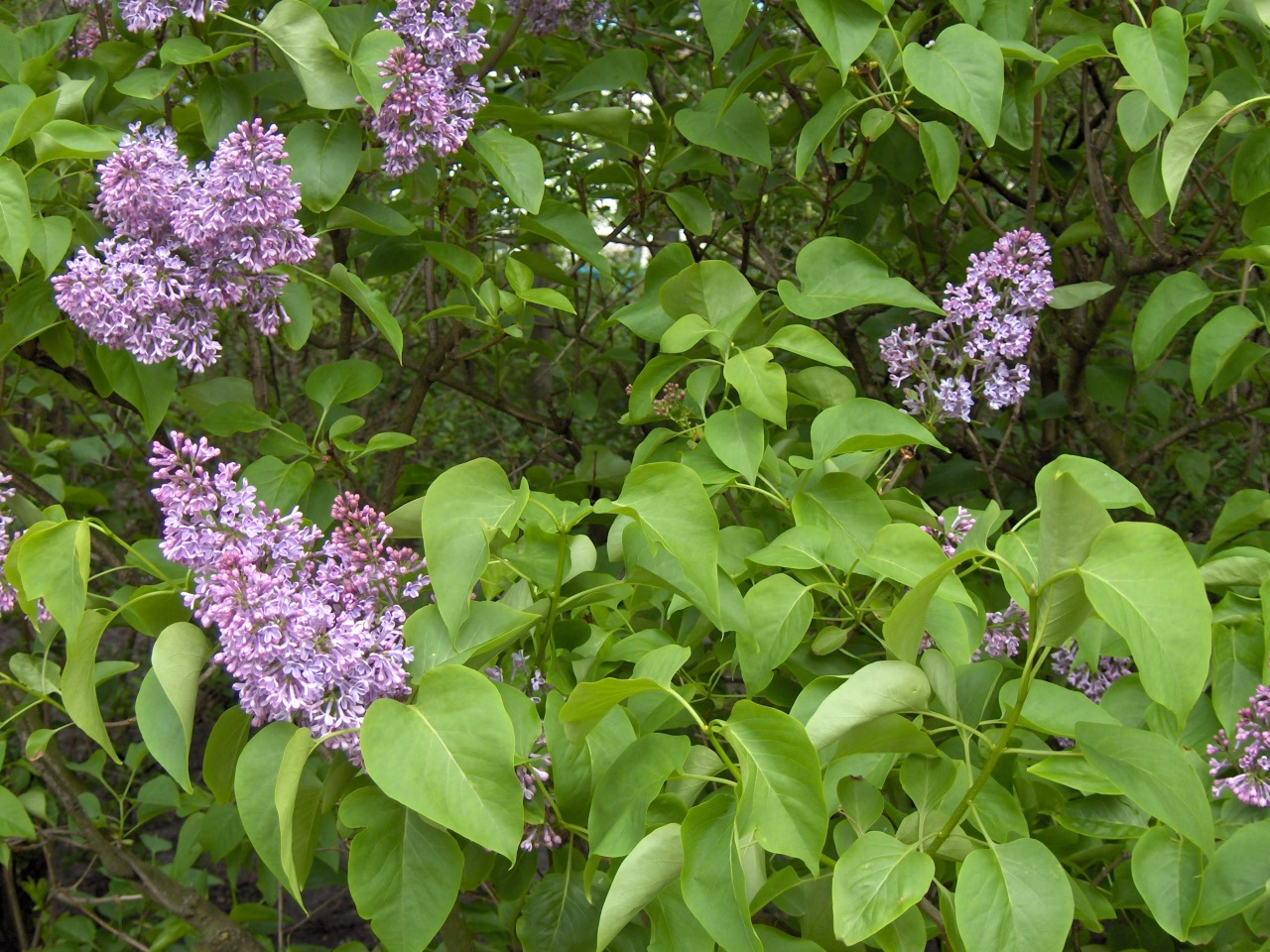
Flores de lilás e folhas em forma de coração

De acordo com Price e Folsom, o encontro de Whitman com os lilases em flor no quintal de sua mãe fez com que as flores ficassem "visceralmente ligadas à memória da morte de Lincoln".
Segundo Gregory Eiselein:
Lilases representam amor, primavera, vida, o reino terreno, renascimento, tempo cíclico, uma figura de Cristo (e assim consolação, redenção e renascimento espiritual), uma figura paterna, a causa do luto e um instrumento de consolo sensual. Os lilases podem representar todos esses significados ou nenhum deles. Podem ser apenas lilases.Original (em inglês): Lilacs represent love, spring, life, the earthly realm, rebirth, cyclical time, a Christ figure (and thus consolation, redemption, and spiritual rebirth), a father figure, the cause of grief, and an instrument of sensual consolation. The lilacs can represent all of these meanings or none of them. They could just be lilacs.— Eiselein  (em inglês)

#### "Great star early droop'd in the western sky"

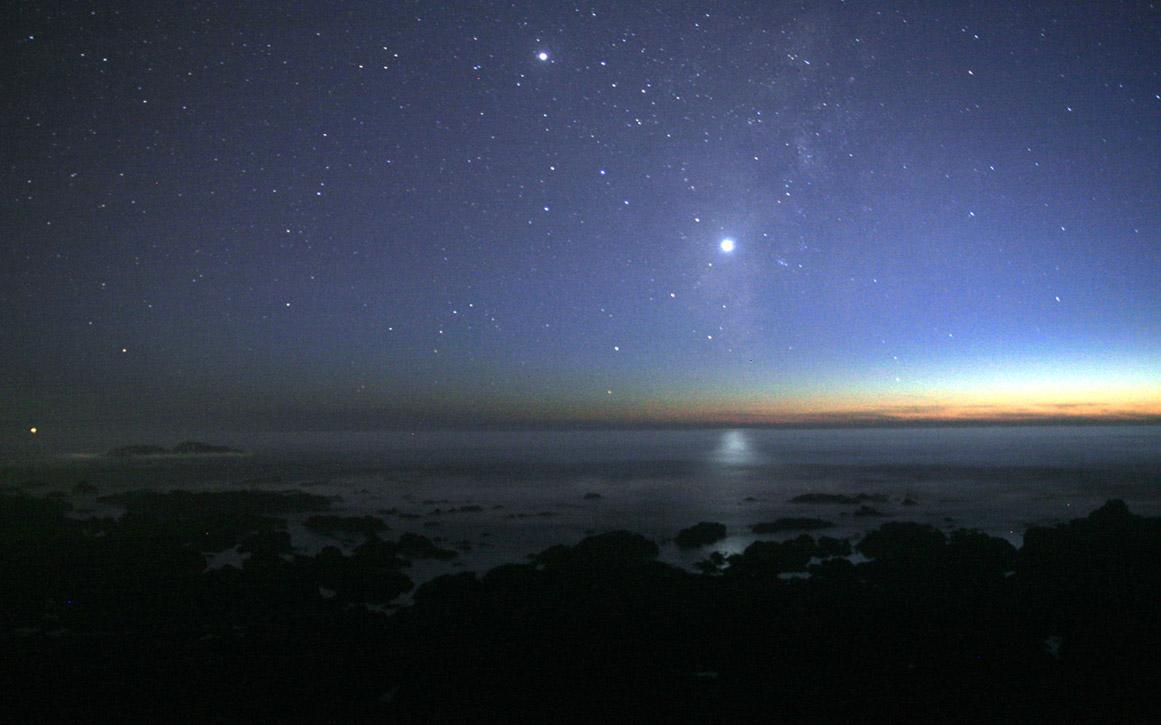
Vênus, a "estrela cadente ocidental" de Whitman, refletida no Oceano Pacífico

Nas semanas anteriores ao assassinato de Lincoln, Whitman observou o planeta Vênus brilhando intensamente no céu noturno. Mais tarde, ele escreveu sobre a observação: "Nem a terra nem o céu jamais conheceram espetáculos de beleza mais sublime do que algumas das noites recentes aqui. A estrela ocidental, Vênus, nas primeiras horas da noite, nunca esteve tão grande, tão clara; parece que contava algo, como se mantivesse uma relação indulgente com a humanidade, conosco, americanos". No poema, Whitman descreve o desaparecimento da estrela:
O powerful, western, fallen star!
O shades of night! O moody, tearful night!
O great star disappear'd! O the black murk that hides the star! (versos 7–9)
A estudiosa literária Patricia Lee Yongue identifica Lincoln como a estrela cadente. Além disso, ela contrasta a dialética da "poderosa estrela cadente ocidental" com uma "primavera nascente" e a descreve como uma metáfora para a morte de Lincoln destinada a "evocar emoções poderosas e conflitantes no poeta, que o transportam de volta àquela primeira e continuamente lembrada rebelião sinalizando a morte de sua própria inocência". A biógrafa Betsy Erkkila escreve que a estrela de Whitman é "a estrela caída da própria América" e caracteriza a associação de Whitman como um "mito político-poético para contrapor o grito de Booth na noite do assassinato — Sic Semper Tyrannis — e a imagem cada vez mais popular de Lincoln como um líder ditatorial inclinado a suprimir, em vez de preservar, as liberdades americanas básicas". A estrela, aparentemente imortal, está associada à visão de Lincoln para a América — uma visão de reconciliação e unidade nacional ou identidade que só sobreviveria à morte do presidente se os americanos resolvessem continuar a persegui-la. No entanto, Vendler diz que o poema rejeita a ideia de uma imortalidade pessoal através do símbolo da estrela, afirmando: "a estrela afunda, e está perdida para sempre".

#### "A shy and hidden bird"

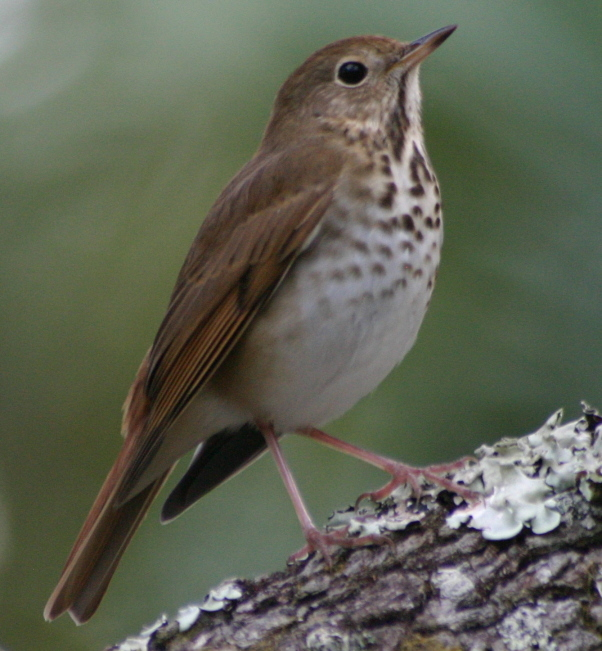
O tordo-eremita (Catharus guttatus) é considerado o alter ego de Whitman no poema.

No verão de 1865, o amigo de Whitman, John Burroughs (1837–1921), um aspirante a escritor da natureza, retornou a Washington para seu cargo no departamento do Tesouro após um longo feriado nas florestas. Burroughs recordou que Whitman estava "profundamente interessado no que lhe conto sobre o tordo-eremita, e ele diz que usou amplamente as informações que lhe dei em um de seus principais poemas". Burroughs descreveu o canto como "o som mais fino da natureza [...] talvez mais um hino da noite do que da manhã [...] uma voz daquela calma, doce solenidade que se alcança em seus melhores momentos". Whitman fez anotações detalhadas de suas conversas com Burroughs sobre o tema, escrevendo sobre o tordo-eremita que ele "canta mais frequentemente após o pôr do sol [...] é muito reservado [...] gosta de lugares sombreados e escuros... Seu canto é um hino [...] em pântanos — é muito tímido [...] nunca canta perto das fazendas — nunca em povoados — é o pássaro das solenes florestas primordiais e da Natureza pura e sagrada". Burroughs publicou um ensaio em maio de 1865 no qual descreveu o tordo-eremita como "um pássaro bastante raro, de hábitos muito tímidos e reservados", encontrado "apenas nas florestas mais profundas e remotas, geralmente em locais úmidos e pantanosos". Loving nota que o tordo-eremita era "um pássaro comum na Long Island natal de Whitman". O biógrafo Justin Kaplan estabelece uma conexão entre as anotações de Whitman e as linhas do poema:
In the swamp in secluded recesses,

A shy and hidden bird is warbling a song.

Solitary the thrush

The hermit withdrawn to himself, avoiding the settlements,

Sings by himself a song. (versos 18–22)
De acordo com Reynolds, o narrador em primeira pessoa de Whitman descreve a si mesmo como "me powerless-O helpless soul of me" e se identifica com o tordo-eremita, um "'pássaro tímido e escondido' cantando sobre a morte com uma 'garganta sangrante'". O tordo-eremita é visto como um alter ego intencional para Whitman, e seu canto como a "fonte da percepção do poeta". Miller escreve que "O tordo-eremita é um pássaro americano, e Whitman o fez seu em sua elegia a Lincoln. Podemos até interpretar a 'dry grass singing' como uma alusão oblíqua a Leaves of Grass".
O estudioso James Edwin Miller afirma que "o tordo-eremita de Whitman torna-se a fonte de sua reconciliação com a morte de Lincoln, com toda a morte, como a 'forte libertadora'". Killingsworth escreve que "o poeta se retira para o pântano para lamentar a morte do amado presidente ao som das notas do solitário tordo-eremita cantando nos pinheiros escuros [...] os lugares sagrados ressoam com o humor do poeta, oferecem renovação e inspiração revivida, devolvem-no aos ritmos da terra com marés" e substituem a sensação de tempo.

## Legado

### Influência emThe Waste Landde Eliot

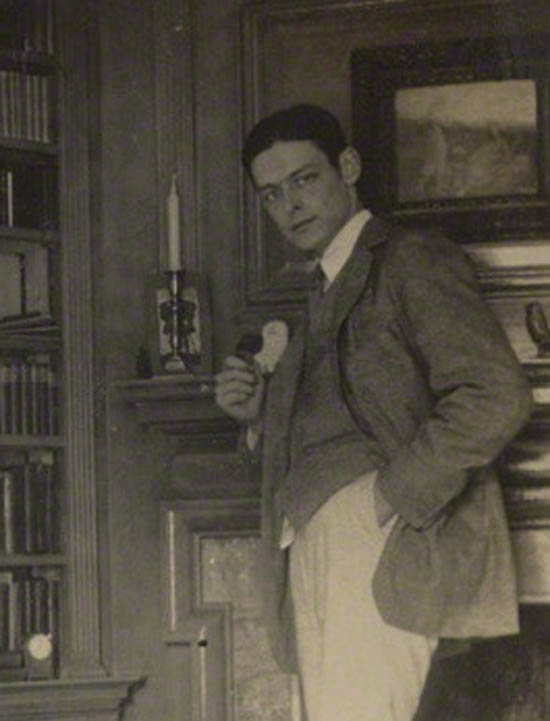
T. S. Eliot em 1920, em uma foto tirada por en

Estudiosos acreditam que T. S. Eliot (1888–1965) se inspirou na elegia de Whitman ao criar seu poema The Waste Land (1922). No poema, Eliot menciona proeminentemente lilases e abril em suas linhas iniciais, e passagens posteriores sobre "dry grass singing" e "where the hermit-thrush sings in the pine trees". Eliot disse ao autor Ford Madox Ford que Whitman e seus próprios versos adornados por lilases e o tordo-eremita eram os únicos "versos bons" dos poemas. Cleo McNelly Kearns escreve que "o poema de Whitman nos dá não apenas motivos e imagens de The Waste Land [...] mas também seu tom e ritmo, o andante constante que faz de ambos os poemas uma meditação ambulante".
Embora Eliot tenha reconhecido que a passagem em The Waste Land começando com "Who is the third who walks always beside you" era uma referência a uma expedição inicial à Antártica do explorador Ernest Shackleton, estudiosos viram conexões com a aparição de Jesus a dois de seus discípulos caminhando na Estrada de Emaús (Lucas 24:13–35). No entanto, Alan Shucard indica uma possível ligação com Whitman, e uma passagem na décima quarta estrofe "with the knowledge of death as walking one side of me, / And the thought of death close-walking the other side of me, / And I in the middle with companions" (versos 121–123).
A partir da década de 1950, estudiosos e críticos, começando com John Peter, começaram a questionar se o poema de Eliot era uma elegia a "um amigo homem". O poeta inglês e biógrafo de Eliot Stephen Spender, que Eliot publicou pela Faber & Faber na década de 1920, especulou que poderia ser uma elegia, talvez para Jean Jules Verdenal (1890–1915), um estudante de medicina francês com inclinações literárias que morreu em 1915 durante a Campanha de Galípoli, segundo Miller. Eliot passou períodos consideráveis explorando Paris e arredores com Verdenal em 1910 e 1911, e os dois corresponderam-se por vários anos após a separação. Segundo Miller, Eliot lembrava-se de Verdenal como "vindo pelo Jardim de Luxemburgo no final da tarde, acenando com um ramo de lilases", durante uma viagem em abril de 1911 que os dois fizeram a um jardim nos arredores de Paris. Tanto Eliot quanto Verdenal repetiram a jornada sozinhos mais tarde em suas vidas durante períodos de melancolia — Verdenal em abril de 1912, Eliot em dezembro de 1920.
Miller observa que se "seguirmos todas as implicações da evocação de 'Lilacs' de Whitman neste momento crítico em The Waste Land, poderíamos presumir que também tem suas origens em uma morte, uma morte profundamente sentida, a morte de um amigo amado [...] Mas, ao contrário do poema de Whitman, The Waste Land de Eliot não tem refúgio nas 'margens da água', nenhum tordo-eremita para cantar seu alegre canto da morte". Ele acrescenta que "Parece improvável que o longo poema de Eliot, na forma em que foi inicialmente concebido e escrito, teria sido possível sem o precedente dos próprios experimentos de Whitman em formas semelhantes".

### Cenário musical
A poesia de Whitman foi transformada em música por diversos compositores na Europa e nos Estados Unidos, embora críticos tenham variado entre chamar seus escritos de "não musicais" e notar que seu estilo expansivo, lírico e repetitivo imita "o processo de composição musical". Jack Sullivan escreve que Whitman "tinha uma apreciação precoce e intuitiva pela música vocal, uma que, como ele mesmo reconheceu, ajudou a moldar Leaves of Grass". Sullivan afirma que uma das primeiras composições a musicar o poema de Whitman, a Elegiac Ode de Charles Villiers Stanford, Op. 21 (1884), uma obra em quatro movimentos para solistas de barítono e soprano, coro e orquestra, provavelmente alcançou um público mais amplo durante a vida de Whitman do que seus poemas.

#### Holst
Após a Primeira Guerra Mundial, Gustav Holst voltou-se para a última seção da elegia de Whitman para lamentar amigos mortos na guerra ao compor sua Ode to Death (1919) para coro e orquestra. Holst via Whitman "como um profeta do Novo Mundo de tolerância e internacionalismo, bem como um novo tipo de místico cujo transcendentalismo oferecia um antídoto ao victorianismo encrustado". Segundo Sullivan, "Holst investe a visão de Whitman de uma 'morte adorável e reconfortante' com acordes abertos luminosos que sugerem uma sensação de espaço infinito [...] Holst está interessado aqui na indeterminação, uma sensação do infinito, não na previsibilidade e fechamento".

#### Hartmann
Em 1936, o compositor alemão Karl Amadeus Hartmann (1905–1963) começou a compor com uma tradução alemã de um trecho do poema de Whitman para uma cantata planejada, destinada a um solista alto e orquestra, que recebeu vários títulos, incluindo Lamento, Kantate (trad. 'Cantata'), Symphonisches Fragment ('Fragmento Sinfônico'), and Unser Leben ('Nossa Vida'). A cantata continha passagens da elegia de Whitman e de outros três poemas. Hartmann declarou em correspondência que adaptou livremente o poema, que ele considerava abraçar sua "vida geralmente difícil e sem esperança, embora nenhuma ideia seja sufocada pela morte". Hartmann mais tarde incorporou sua composição do poema como o segundo movimento, intitulado Frühling ('Primavera'), de uma obra que ele designou como sua Primeira Sinfonia, Versuch eines Requiem ('Tentativa de um Réquiem'). Hartmann retirou suas composições de apresentações musicais na Alemanha durante a era nazista, e a obra só foi estreada em maio de 1948, em Frankfurt am Main. Sua primeira sinfonia é vista como um protesto contra o regime nazista. A composição de Hartmann é comparada às intenções do balé Le Sacre du Printemps de Ígor Stravinski, onde não era "uma representação do fenômeno natural da estação, mas uma expressão de violência ritualística em forte contraste com a ternura e beleza fugaz da temporada".

#### Hindemith
O maestro americano Robert Shaw e seu conjunto coral, o Robert Shaw Chorale, encomendaram ao compositor alemão Paul Hindemith uma composição musical para o texto de Whitman para lamentar a morte do presidente Franklin Delano Roosevelt em 12 de abril de 1945. A obra foi intitulada When Lilacs Last in the Dooryard Bloom'd: A Requiem for those we love. Hindemith compôs em 11 seções, compostas para solistas de mezzo-soprano e barítono, coro misto SATB e orquestra completa. A produção estreou em 20 de abril de 1946, conduzida por Shaw. A composição é considerada pelo musicólogo David Neumeyer como a "única obra profundamente americana" de Hindemith. Paul Hume a descreveu como "uma obra de gênio e a presença do gênio presidindo sua execução nos trouxe esplendor e glória profunda e comovente". Nota-se que Hindemith incorporou uma melodia judaica, Gaza, em sua composição.

#### Weill, Hughes e Rice
O poema de Whitman aparece na ópera Street Scene (1946), uma colaboração do compositor Kurt Weill, do poeta e letrista Langston Hughes e do dramaturgo Elmer Rice [en]. Rice adaptou sua peça vencedora do Prêmio Pulitzer de 1929 com o mesmo nome para a ópera. Na ópera, que estreou na cidade de Nova York em janeiro de 1947, a terceira estrofe do poema é recitada em canção como parte do dueto "Remember that I Care" no final do primeiro ato. O poema é mencionado novamente perto do fim da ópera no dueto "Don't Forget the Lilac Bush". Weill recebeu o primeiro Prêmio Tony de Melhor Trilha Sonora Original por este trabalho.

#### Anos 1990 em diante
O compositor afro-americano George T. Walker Jr. (1922–2018) compôs uma melodia para o poema de Whitman em Lilacs for voice and orchestra, que foi premiada com o Prêmio Pulitzer de Música de 1996. A obra, descrita como "apaixonada e muito americana", com "uma qualidade lírica bela e evocativa" usando as palavras de Whitman, foi estreada pela Orquestra Sinfônica de Boston em 1º de fevereiro de 1996. O compositor George Crumb (nascido em 1929) musicou o Canto da Morte em sua obra de 1979, Apparition, um ciclo de oito canções para soprano e piano amplificado.
A Universidade da Califórnia em Berkeley encomendou ao compositor americano neoclássico, Roger Sessions [en] (1896–1985), a tornar poema uma cantata para comemorar seu centenário em 1964. Sessions não terminou de compor a obra até a década de 1970, dedicando-a às memórias do líder do movimento dos direitos civis, Martin Luther King Jr., e da figura política Robert F. Kennedy, assassinados com semanas de diferença em 1968. Sessions conheceu Leaves of Grass pela primeira vez em 1921 e começou a musicar o poema como uma reação à morte de seu amigo, George Bartlett, embora nenhum dos esboços dessa tentativa inicial tenha sobrevivido. Ele retornou ao texto quase cinquenta anos depois, compondo uma obra para solistas de soprano, contralto e barítono, coro misto e orquestra. A música é descrita como respondendo "maravilhosamente tanto à majestade bíblica quanto à fluidez musical da poesia de Whitman, e aqui, na evocação do pássaro cinza-marrom cantando do pântano e do cheiro avassalador dos lilases, ele nos dá uma das grandes cartas de amor do século à Natureza".
Em 2004, trabalhando sob encomenda da Filarmônica de Brooklyn, a compositora americana Jennifer Higdon adaptou o poema para música para barítono solo e orquestra, intitulada Dooryard Bloom. A peça foi apresentada pela primeira vez em 16 de abril de 2005 pelo barítono Nmon Ford e a Filarmônica de Brooklyn sob a regência de Michael Christie.
Steve Dobrogosz também compôs para o poema; um CD foi lançado em 2006.

### Livros
- Allen, Gay Wilson (1997). A Reader's Guide to Walt Whitman (em inglês). Syracuse, New York: Syracuse University Press. ISBN 978-0-8156-0488-4
- Aspiz, Harold (1985). «Science and Pseudoscience». In:  LeMaster, J. R.; Kummings, Donald D. Walt Whitman: An Encyclopedia (em inglês). New York: Routledge
- Bentley, Joseph (1990). Reading "The Waste Land": Modernism and the Limits of Interpretation (em inglês). Amherst: University of Massachusetts Press
- Bloom, Harold, ed. (1999). Walt Whitman (em inglês). Broomall, Pennsylvania: Chelsea House Publishers
- Bloom, Harold, ed. (2007). T.S. Eliot's The Waste Land (em inglês). [S.l.]: Infobase Publishing. ISBN 978-0-7910-9307-8
- Boulton, Marjories (1953). Anatomy of Poetry (em inglês). London: Routledge & Kegan. ISBN 9780710060914
- Brennan, Elizabeth A.; Clarage, Elizabeth C. (1999). Who's Who of Pulitzer Prize Winners (em inglês). [S.l.: s.n.] ISBN 978-1-57356-111-2
- Burroughs, John (1895). "The Return of the Birds" in The Writings of John Burroughs (em inglês). Boston: Houghton Mifflin
- Callow, Philip (1992). From Noon to Starry Night: A Life of Walt Whitman (em inglês). Chikago: Ivan R. Dee
- Casanowicz, I.M. (1901–1906). "Parallelism in Hebrew Poetry" in The Jewish Encyclopedia (em inglês). New York: Funk and Wagnalls
- Chapman, David Allen (2006). "Ich Sitze und Schaue" from Genesis, Evolution, and Interpretation of K. A. Hartmann's First Symphony (PDF). Athens, Georgia: University of Georgia (thesis)
- Chase, Richard (1955). Walt Whitman Reconsidered (em inglês). New York: William Sloan
- Clifton, Keith E. (2008). Recent American Art Song: A Guide (em inglês). Lanham, Maryland: Scarecrow Press. ISBN 9780810862104
- Coffman, Stanley K. (maio de 1954). «'Crossing Brooklyn Ferry': A Note on the Catalogue Technique in Whitman's Poetry». Modern Philology (em inglês). 51 (4): 225–232. JSTOR 435171
- Cuddon, J. A. (2012).  Kastan, David Scott, ed. "Elegy" in Dictionary of Literary Terms and Literary Theory (em inglês). Chichester, West Sussex, UK: John Wiley & Sons
- Drum, Walter (1911). "Parallelism" in The Catholic Encyclopedia (em inglês). 11. New York: Robert Appleton
- Eiselein, Gregory (1996). Literature and Humanitarian Reform in the Civil War Era (em inglês). [S.l.: s.n.]
- Eliot, T(homas) S(tearns) (1922). The Waste Land (em inglês). New York: Horace Liveright
- —— (1971).  Eliot, Valerie, ed. The Waste Land: A Facsimile and Transcript of the Original Drafts (em inglês). New York: Harcourt Brace Jovanovich
- —— (1974).  Eliot, Valerie, ed. The Waste Land: A Facsimile and Transcript of the Original Drafts, Including the Annotations of Ezra Pound (em inglês). New York: Houghton Mifflin Harcourt
- Erkkila, Betty (1989). Whitman the Political Poet (em inglês). Oxford/New York: Oxford University Press
- Fischer, Heinz Dietrich (1988). The Pulitzer Prize archive (em inglês). [S.l.: s.n.] ISBN 978-3-598-30170-4
- Fischer, Heinz Dietrich; Fischer, Erika J. (2001). Musical Composition Awards 1943-1999 (em inglês). [S.l.: s.n.] ISBN 978-3-598-30185-8
- Gailey, Amanda (2006). «The Publishing History of Leaves of Grass». In:  Kummings, Donald D. A Companion to Walt Whitman (em inglês). Hoboken, New Jersey: John Wiley & Sons. pp. 409–438. ISBN 978-1-4051-2093-7
- Genoways, Ted (2006). «Civil War Poems in "Drum-Taps" and "Memories of President Lincoln"». In:  Kummings, Donald D. A Companion to Walt Whitman (em inglês). Hoboken, New Jersey: John Wiley & Sons. pp. 522–537. ISBN 978-1-4051-2093-7
- Greene, Roland, ed. (2012). The Princeton Encyclopedia of Poetry and Poetics (em inglês) 4th ed. Princeton: Princeton University Press. ch. "Elegy" and "Narrative Poetry"
- Gutman, Huck (1998). «'Drum-Taps' (1865)». In:  LeMaster, J. R.; Kummings, Donald D. Walt Whitman: An Encyclopedia (em inglês). New York: Garland Publishing
- Hamilton, A. C. (1990). The Spencer Encyclopedia (em inglês). Toronto/Buffalo: University of Toronto Press
- Hinton, Stephen (2012). Weill's Musical Theater: Stages of Reform. Berkeley: University of California Press
- Hoffmann, Daniel (1994). «'Hankering, Gross, Mystical, Nude': Whitman's 'Self' and the American Tradition». In:  Sill, Geoffrey M. Walt Whitman of Mickle Street: A Centennial Collection (em inglês). Knoxville: University of Tennessee Press
- Hollander, John (2006). «Whitman's Difficult Availability». In:  Bloom, Harold. Bloom's Modern Critical Views: Walt Whitman (em inglês). New York: Chelsea House
- Kaplan, Justin (1980). Walt Whitman: A Life (em inglês). New York: Simon and Schuster. ISBN 9780671225421
- Kater, Michael H. (2000). Composers of the Nazi Era: Eight Portraits (em inglês). New York: Oxford University. ISBN 978-0-19-509924-9
- Kearns, Cleo McNelly (1986).  Bloom, Harold, ed. Realism, Politics, and Literary Persona in The Waste Land (em inglês). New York: Chelsea House
- Killingsworth, M. Jimmie (2006). «Nature». In:  Kummings, Donald D. A Companion to Walt Whitman (em inglês). Hoboken, New Jersey: John Wiley & Sons. pp. 311–325. ISBN 978-1-4051-2093-7
- Lehman, Robert S. (2016). Impossible Modernism: T. S. Eliot, Walter Benjamin, and the Critique of Historical Reason (em inglês). [S.l.]: Stanford University Press. ISBN 978-1-5036-0014-0
- Loving, Jerome M. (1975). Civil War Letters of George Washington Whitman (em inglês). Durham, North Carolina: Duke University Press
- —— (1999). Walt Whitman: The Song of Himself (em inglês). Berkeley: University of California Press. ISBN 9780520214279
- Mack, Stephen John (2002). The Pragmatic Whitman: Reimagining American Democracy. Iowa City: Iowa: University of Iowa Press. ISBN 9781587294242
- Magnus, Laury (1989). The Track of the Repetend: Syntactic and Lexical Repetition in Modern Poetry (em inglês). Brooklyn: AMS Press
- McCredie, Andres (1982). Karl Amadeus Hartmann: Thematic Catalogue of His Works (em inglês). New York: C. F. Peters
- Miller, James E. (1962). Walt Whitman (em inglês). New York: Twayne Publishers
- —— (1977). T. S. Eliot's Personal Waste Land: Exorcism of the Demons (em inglês). State College, Pennsylvania: Pennsylvania State University Press
- —— (2005). T.S. Eliot: The Making of an American poet, 1888–1922 (em inglês). State College, Pennsylvania: Penn State Press
- Noss, Luther (1989). Paul Hindemith in the United States (em inglês). Chicago: University of Illinois Press
- Oser, Lee (1998). T.S. Eliot and American Poetry (em inglês). [S.l.]: University of Missouri Press. ISBN 978-0-8262-1181-1
- Parini, Jay, ed. (1995). The Columbia Anthology of American Poetry. New York: Columbia University Press. ISBN 9780231081221
- ——, ed. (2006). The Wadsworth Anthology of Poetry (em inglês). Boston: Thompson Wadsworth. ISBN 1413004733
- Peck, Garrett (2015). Walt Whitman in Washington, D.C.: The Civil War and America's Great Poet (em inglês). Charleston, South Carolina: The History Press. ISBN 9781626199736
- Price, Kenneth; Folsom, Ed, eds. (2005). Re-Scripting Walt Whitman: An Introduction to His Life and Work (em inglês). Malden, Massachusetts: Blackwell Publishing
- Rainey, Lawrence S., ed. (2005). The Annotated Waste Land with Eliot's Contemporary Prose (em inglês). New Haven: Yale University Press
- Ramazani, Jahan (1994). Poetry of Mourning: The Modern Elegy from Hardy to Heaney (em inglês). Chicago: University of Chicago Press
- Reynolds, David S. (1995). Walt Whitman's America: A Cultural Biography (em inglês). New York: Vintage Books
- Rowe, John Carlos (1997). At Emerson's Tomb: The Politics of Classic American Literature (em inglês). New York: Columbia University Press
- Rugoff, Kathy (1985). «Opera and Other Kinds of Music». In:  LeMaster, J. R.; Kummings, Donald D. Walt Whitman: An Encyclopedia (em inglês). New York: Routledge
- Rugoff, Kathy (2000).  Kramer, Lawrence, ed. "Three American Requiems: Contemplating 'When Lilacs Last in the Dooryard Bloom'd'" in Walt Whitman and Modern Music: War, Desire and the Trials of Nationhood (em inglês). 1. New York: Garland Press
- Sandburg, Carl (1936). Abraham Lincoln: The War Years IV (em inglês). New York: Harcourt, Brace & World
- Schmidt, Shannon McKenna; Rendon, Joni (2008). Novel Destinations: Literary Landmarks from Jane Austen's Bath to Ernest Heminway's Key West (em inglês). Washington, D.C.: National Geographic. ISBN 978-1-4262-0277-3
- Seery, John (2011). A Political Companion to Walt Whitman (em inglês). [S.l.]: University Press of Kentucky. ISBN 978-0-8131-2655-5
- Sharma, Raja. Walt Whitman's Poetry-An Analytical Approach (em inglês). [S.l.: s.n.]
- Shore, David R. (1985). Spenser and the Poetics of Pastoral: A Study of the World of Colin Clout (em inglês). Montreal: McGill University Press
- Shucard, Alan (1998). «Eliot, T.S. (1888–1965)». In:  LeMaster, J. R.; Kummings, Donald D. Walt Whitman: An Encyclopedia (em inglês). New York: Routledge
- Steinberg, Michael (2005). Choral Masterworks: A Listener's Guide (em inglês). Oxford/New York: Oxford University Press
- Sullivan, Jack (1999). Manhunt: New World Symphonies: How American Culture Changed European Music (em inglês). [S.l.: s.n.] ISBN 978-0-300-07231-0
- Swanson, James (2006). Manhunt: The 12-Day Chase for Lincoln's Killer (em inglês). New York: HarperCollins
- Town, Stephen (2003).  Adams, Byron; Wells, Robin, eds. "Full of fresh thoughts: Vaughan Williams, Whitman, and the Genesis of A Sea Symphony", in Adams, Byron, and Wells, Robin (editors), Vaughan Williams Essays (em inglês). Aldershot: Ashgate Publishing
- Vendler, Helen (2006). "Poetry and the Meditation of Value: Whitman on Lincoln", in Bloom, Harold. Bloom's Modern Critical Views: Walt Whitman (em inglês). New York: Chelsea House
- Walker, George (2009). Reminiscences of an American Composer and Pianist (em inglês). [S.l.: s.n.] ISBN 978-0-8108-6940-0
- Warren, James Perrin (2009).  Kummings, Donald D., ed. "Style" in A Companion to Walt Whitman (em inglês). Chichester, West Sussex, UK: John Wiley & Sons
- Zeiger, Melissa (2006).  Kastan, David Scott, ed. "Elegy" in The Oxford Encyclopedia of British Literature (em inglês). Oxford: Oxford University Press
- «821. When Lilacs Last in the Dooryard Bloom'd». English Poetry III: From Tennyson to Whitman. Col: The Harvard Classics 3. [S.l.]: Bartleby. 2001 [1909–1914]
- English Poetry from Tennyson to Whitman. Col: The Norton Anthology of American Literature (em inglês). New York: W. W. Norton & Co